# Księga urwisów
Księga urwisów – powieść przygodowa dla młodzieży autorstwa Edmunda Niziurskiego, wydana po raz pierwszy w 1954. 
Akcja powieści rozgrywa się w czasach wczesnej PRL w wiosce na Kielecczyźnie. Bohaterami są uczniowie klasy szóstej szkoły podstawowej w Wilczkowie – Wiktor Stopa (miejscowy chłopak, półsierota), Karlik Rudniok (syn inżyniera górnictwa ze Śląska) i inni. Przeżywają oni serię niebezpiecznych przygód, których podłożem jest działalność dywersanta, zamierzającego zniszczyć kopalnię miedzi, oraz walka o kolektywizację rolnictwa.
Księga urwisów została wydana pod koniec okresu stalinowskiego, w momencie gdy pojawiały się pierwsze, bardzo nieśmiałe oznaki odwilży, i w dużym stopniu przepojona jest propagandą typową dla okresu stalinowskiego – kolektywizacja rolnictwa jest pokazana jako proces pozytywny, pozytywnymi bohaterami (drugoplanowymi) są działacz ZMP Gondera i oficer UB Bolesławiec. Lider sprzeciwiających się kolektywizacji chłopów został przedstawiony jako postać zdecydowanie antypatyczna, a pod koniec utworu okazuje się, że jego syn jest złodziejem, który w dodatku dostarczał wyposażenie zachodnim dywersantom. W pozytywnym świetle przedstawione są starania o utworzenie w Wilczkowie spółdzielni rolniczej oraz drużyny harcerskiej (OH ZMP), jak również działania głównych bohaterów w celu zdemaskowania „szpiegów”.
Niziurski jednak właśnie Księgą urwisów jako jeden z pierwszych potrafił przeciwstawić się schematom realizmu socjalistycznego w literaturze dla młodzieży. Bohaterami są realistycznie przedstawieni chłopcy, którzy wdają się w bójki między sobą, mają skłonności do wygłupów i łobuzerskich kawałów, na ogół źle się uczą, są jednak pokazani z sympatią. Stosunki międzyludzkie w klasie, szkole i wiosce są odmalowane w sposób bardzo realistyczny, a akcja jest dynamiczna i dobrze skonstruowana. 
Niziurski za Księgę urwisów otrzymał w 1955 roku Nagrodę Prezesa Rady Ministrów.

## Bohaterowie
- Wiktor Stopa – chłopak z Wilczkowa, półsierota (ojciec zginął podczas II wojny światowej), przez siostrę spowinowacony z rodziną Osuchów przedstawionych jako „kułacy” i wrogowie kolektywizacji
- Karol (Karlik) Rudniok – Ślązak, syn inżyniera górnictwa, najbliższy przyjaciel Wiktora
- Antoni Batura – klasowy mądrala, syn kowala, brat działacza partyjnego
- Franciszek Miksa – przywódca klasowych łobuzów
- Gondera – młody nauczyciel biologii, aktywista ZMP
- Sądej – lubiany nauczyciel matematyki, również zwolennik kolektywizacji
- Zajączkowski – dyrektor szkoły
- Kropa – woźny szkolny, początkowo uznawany za gbura i alkoholika, później okazało się, że przez szkolnych łobuzów zmarła jego córka i dlatego nie przepadał za chłopcami w wieku szkolnym
- Wcisło – kierownik urzędu pocztowego, mieszczącego się w tym samym budynku co szkoła
- Gola – uczeń starszej klasy, zafascynowany sportem, przyjaciel Wiktora

## Ekranizacja
Na jej podstawie w 1954 roku został zrealizowany film pt. Tajemnica dzikiego szybu. Zdjęcia kręcono w miejscu dawnych prac wydobywczych na Miedziance oraz na terenie Szkoły Podstawowej w Zajączkowie.
Premiera filmu odbyła się 1 września 1956 roku.